# 招信軍
招信军，中国古代的行政区划——军。
十国吴大和三年（931年），吴国升盱眙县（今江苏省盱眙县东北）为招信军。后入南唐时废除。南宋建炎三年（1129年）六月，以盱眙县升为盱眙军，属于淮南东路，辖天长县、招信县。乾道年间，金国占领盱眙军。建炎元年（1227年）从扬州复置天长军（今安徽省天长市）。隶属淮南东路。 
宋理宗绍定五年（1232年），盱眙降南宋，改盱眙军为招信军，还是属于淮南东路，辖天长县、招信县。
元朝至元十三年（1276年），行招信军安抚司事，管理盱眙、天长、招信、五河四县。十四年（1277年），升招信路总管府。十五年（1278年），改为临淮府。十七年（1280年），以五河县在淮河北，改属泗州。二十年（1283年），并招信县入盱眙县。二十七年（1290年），废临淮府为盱眙县。